# Sajevce (Kostanjevica na Krki)
Sajevce (Duits: Sajowitz bei Landstrass) is een plaats in Slovenië en maakt deel uit van de gemeente Kostanjevica na Krki in de NUTS-3-regio Spodnjeposavska. De plaats telde 20 inwoners op 1 januari 2020.

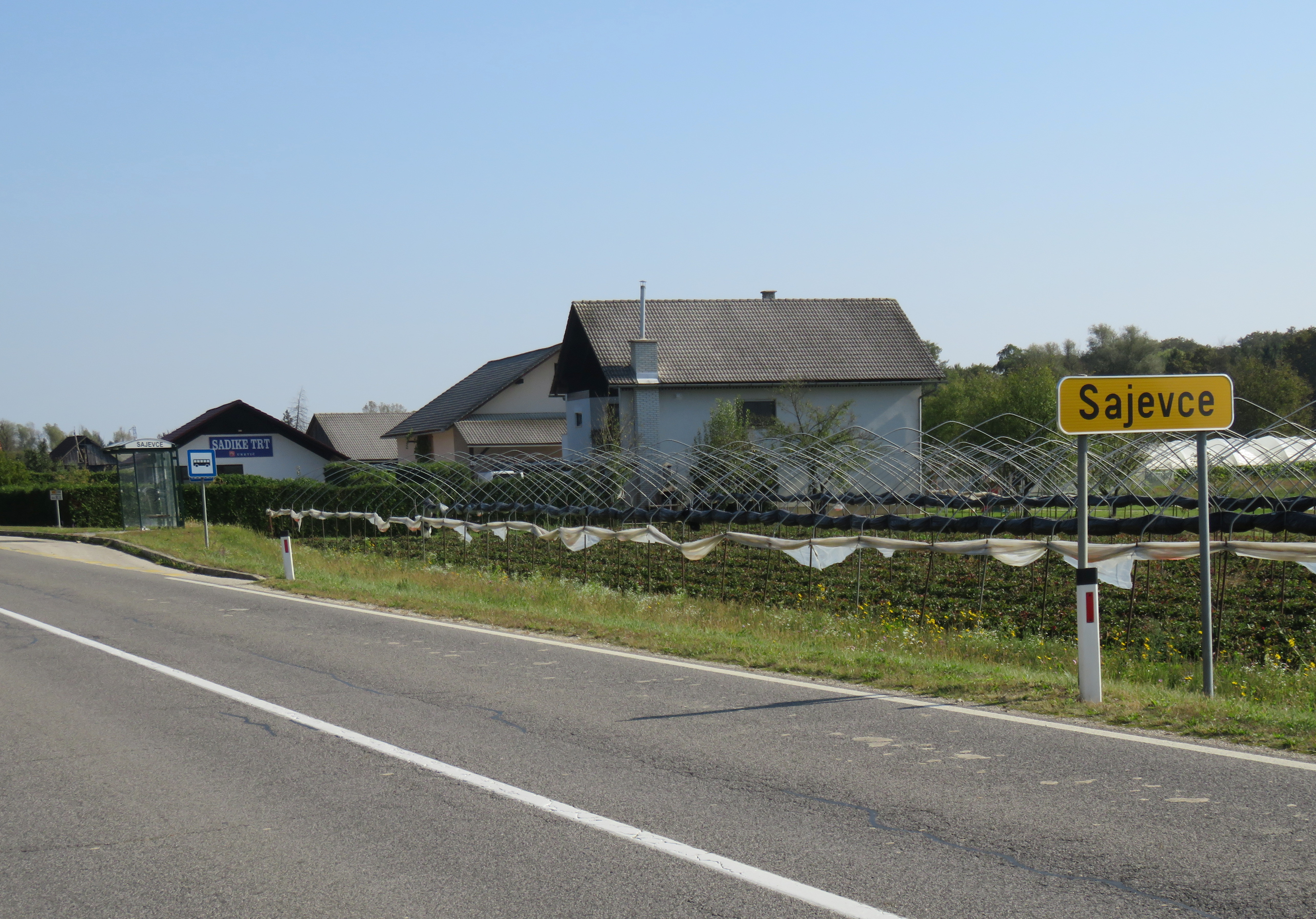
Dorpsaanzicht